# Verordnung über den Bau und Betrieb von Anschlussbahnen
In der Verordnung über den Bau und Betrieb von Anschlussbahnen (BOA) bzw. der Eisenbahn-Bau- und Betriebsordnung für Anschlussbahnen (EBOA) sind die Vorschriften für die Bahnen des nichtöffentlichen Verkehrs festgelegt.
Gesetzliche Grundlage ist das Allgemeine Eisenbahngesetz vom 29. März 1951 (§ 3 Absatz 3 Sätze 1 und 2) bzw. in der DDR die „Verordnung über die staatliche Bahnaufsicht“ vom 22. Januar 1976 (§ 9).
Ebenso wie die Eisenbahn-Bau- und Betriebsordnung (EBO) bei den Eisenbahnen des öffentlichen Verkehrs dient bei den Anschlussbahnen die (E)BOA dem Ziel, eine sichere und geregelte Abwicklung des Verkehrs zu gewährleisten.
Da die Anschlussbahnen den Bundesländern unterstehen, gibt es in jedem Land eine eigene Verordnung. Der Inhalt ist üblicherweise in mehrere Sachgruppen nach folgendem Muster aufgeteilt:
- I. Allgemeine Präambeln
- II. Bahnanlagen
  - Bautechnische Anlagen wie Gleise, Brücken, Lichtraumprofile
  - Sicherungs- und Fernmeldeanlagen wie Signale
  - Maschinentechnische Anlagen wie Drehscheiben, Oberleitungen, Gleiswaagen
- III. Fahrzeuge
  - Abmessungen, Achsfahrmasse, Bremsen, Anschriften
- IV. Bahnbetrieb
  - verantwortlicher Betriebsleiter
  - Betriebsablauf
  - Rangierdienst
  - Fahrdienst
  - Signale
- V. Schlußbestimmungen

## Verordnungen der Bundesländer
| Bundesland             | Verordnung(en)                                                                                | vom                                                                    |
| ---------------------- | --------------------------------------------------------------------------------------------- | ---------------------------------------------------------------------- |
| Baden-Württemberg      | BOA                                                                                           | 17. März 1971                                                          |
| Bayern                 | EBOA                                                                                          | 3. März 1983                                                           |
| Berlin                 | Gesetz über Kleinbahnen und Privatanschlußbahnen Betriebsvorschrift für Privatanschlussbahnen | 28. Juli 1892 (Deutsches Kaiserreich) 9. Juli 1927 (Weimarer Republik) |
| Brandenburg            | BOA                                                                                           | 3. September 1997                                                      |
| Bremen                 | AnschlBVO                                                                                     | 6. Januar 1961                                                         |
| Hamburg                | BOA                                                                                           | 15. März 1960                                                          |
| Hessen                 | Hessisches Eisenbahngesetz (HEisenbG)                                                         | 1. Oktober 2006                                                        |
| Mecklenburg-Vorpommern | BOA                                                                                           | 13. Mai 1982 (DDR)                                                     |
| Niedersachsen          | ABABauV ND                                                                                    | 14. Dezember 1955                                                      |
| Nordrhein-Westfalen    | BOA                                                                                           | 31. Oktober 1966                                                       |
| Rheinland-Pfalz        | BOA                                                                                           | 15. Juli 1957                                                          |
| Saarland               | EBOA                                                                                          | 25. September 1985                                                     |
| Sachsen                | LEisenbG                                                                                      | 5. Juni 2010                                                           |
| Sachsen-Anhalt         | BOA                                                                                           | 1. Januar 1997                                                         |
| Schleswig-Holstein     | ABABauV SH                                                                                    | 14. November 1956                                                      |
| Thüringen              | BOA                                                                                           | 13. Mai 1982 (DDR)                                                     |